# Tom Burke (lekkoatleta)
Thomas Edmund „Tom” Burke (ur. 15 stycznia 1875 w Bostonie, zm. 14 lutego 1929 tamże) – amerykański lekkoatleta (sprinter), pierwszy mistrz olimpijski w biegach na 100 i 400 metrów. Jedyny, który zdobył oba te tytuły na jednych igrzyskach.

## Życiorys
Przybył do Aten jako mistrz Stanów Zjednoczonych w biegu na 440 jardów. Był jedynym amerykańskim lekkoatletą, który w trakcie igrzysk był aktualnym mistrzem kraju. Dwukrotny mistrz podczas pierwszych igrzysk olimpijskich w biegu na 100 i na 400 m. Uzyskał wówczas czas 12,0 s na 100 m (w eliminacjach 11,8 s) i 54,2 s na 400 m. Był prekursorem niskiego startu w biegach sprinterskich.
Przed igrzyskami znany był jako biegacz na 440 jardów; zdobył mistrzostwo USA w tej konkurencji w 1895 (49,6 s). Na 440 jardów był również mistrzem kraju w 1896 i 1897. Ostatni tytuł mistrzowski zdobył w 1898 w biegu na 880 jardów (2:00,4).
Był także akademickim mistrzem kraju. W 1896 i 1897 był niepokonany na dystansie 440 jardów (50,4 s) oraz w 1899 na 880 jardów (1:58,8). W 1899 reprezentował Uniwersytet Harvarda, zaś poprzednie tytuły zdobył jako reprezentant Uniwersytet Bostoński.
Jeden ze współorganizatorów pierwszego maratonu w Bostonie (1897). Burke pełnił funkcję startera tego wyścigu.
Ukończył prawo na Harvard University, a praktykował w Bostonie. Był również dziennikarzem; pisał dla „The Boston Journal” i „The Boston Post”. Przez krótki czas był trenerem lekkoatletycznym na Mercersburg Academy w Pensylwanii.
W 2014 przyjęty do National Track and Field Hall of Fame.
Rekordy życiowe:
- 100 jardów – 11,2 (4 lipca 1895),
- 220 jardów – 22,6 (24 lipca 1897),
- 440 jardów – 48,5 (12 września 1896),
- 880 jardów – 1:55,9 (31 maja 1897).